# 徐家汇圣母院
徐家汇圣母院位于上海市徐汇区漕溪北路201号，为拯亡会和献堂会在徐家汇耶稣会总院附近所办的修道院及其附属机构的总称。

## 建立（1855年-1869年）

### 献堂会成立
献堂会全称圣母献堂会，为一天主教女修会。献堂会成立于1855年，由耶稣会传教士薛孔昭奉天主教江南代牧区主教郎怀仁委托而发起，最初选址于松江横塘。1860年，考虑到太平军日益逼近，拯亡会先后搬迁至浦东张家楼和南市董家渡。1864年又迁至徐家汇附近王家堂地区。

### 拯亡会参与
1867年，郎怀仁主教邀请拯亡会修女来上海协助传教。1868年他在徐家汇耶稣会总院东侧建造新楼，于翌年竣工。1869年，献堂会被批准正式成立并迁至新楼内，第一批拯望会修女也定居于此，承担培养贞女的任务。是年9月8日，初学院举行开幕礼并招收32位贞女。徐家汇圣母院由此最终形成。

## 发展（1869-1949年）

### 培养修女
献堂会刚成立时所招收的贞女均来自于农村，后期也招收一些青年女教徒。她们经三年备修，初学院初学两年，出试实习一年后宣誓成为献堂会修女，并被派往各堂区服务。1869年至1949年的80年间，献堂会共培养修女600余名。

### 育婴堂
早在献堂会于横塘设立之初便设有育婴堂，1869年其随献堂会迁至圣母院内，由拯亡会承办。最初育婴堂将所收养婴儿交付奶妈抚养，1871年起育婴堂逐渐设置小毛头间、小班、大班（孤女院）等机构抚养不同年龄的孤儿。其中男性孤儿长大后送往土山湾孤儿院。孤女则进入孤女院，一般与土山湾孤儿院内的孤儿结婚，并留在圣母院内从事手工劳动。育婴堂存在的70余年时间里，共收留婴儿一万余名。中華人民共和國建國後，人們在育婴堂附近挖出許多嬰兒的骸骨。

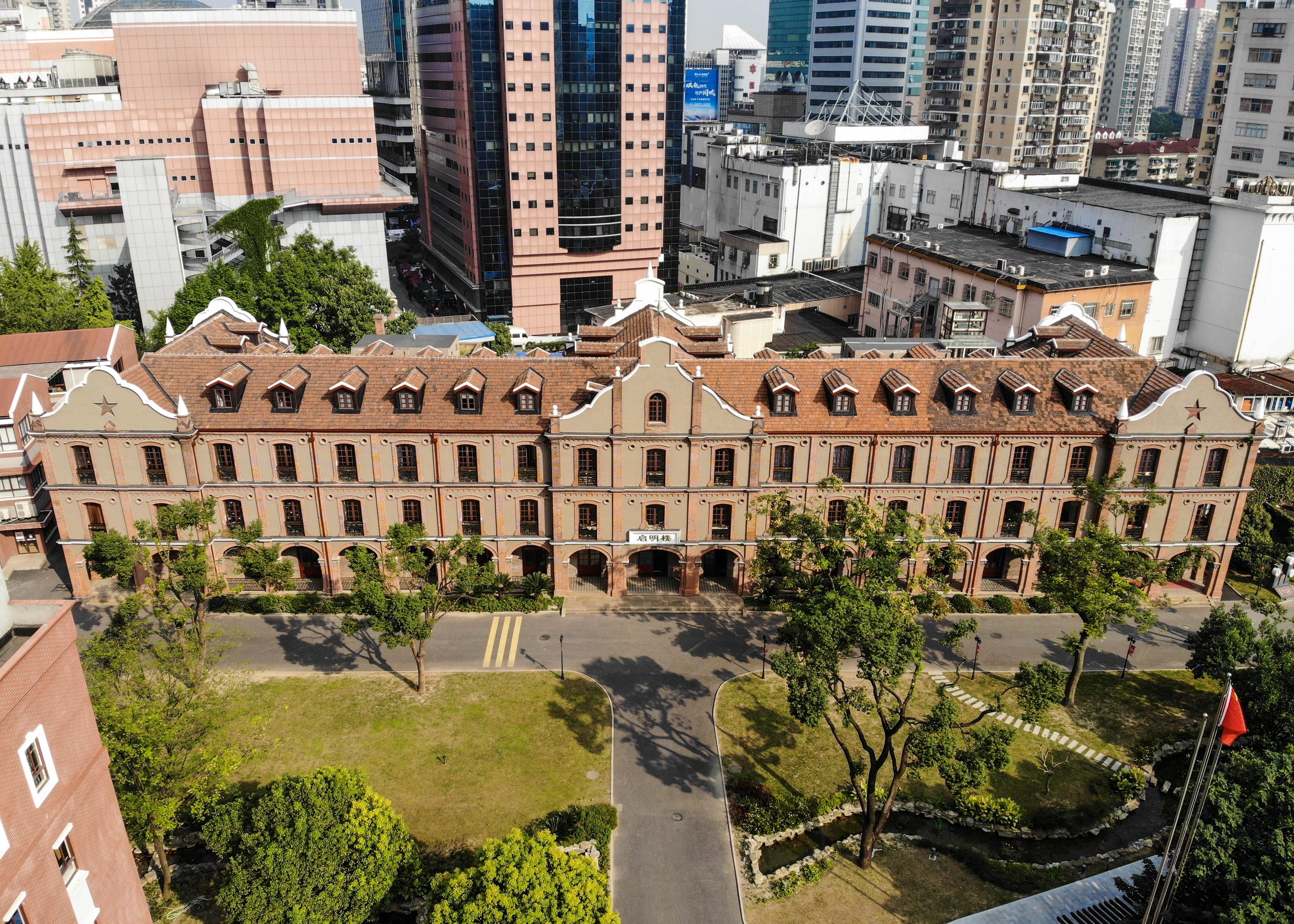
启明女校旧址

### 其他机构
1869-1949年间，圣母院还建立了启明女校（今上海市第四中学）、幼稚园、聋哑学堂，以及刺绣间、裁缝间、洗衣场等其他机构。

## 现状（1949年至今）
1953年，拯亡会会长被中华人民共和国政府驱逐出境。1955年，献堂会停止活动。1958年，圣母院内一部分修女遭遣散，余下的一部分则与其它修会修女合并，成为上海教区修女院。20世纪末，院内修女迁至唐墓桥露德圣母堂后，院址出租。现为上海老站餐馆租赁使用。

## 现存建筑
徐家汇圣母院旧址内的建筑建于1926年，为五层钢混结构，欧式建筑风格。该建筑分别于1994年和2007年，被列为第二批上海市优秀历史建筑和徐汇区文物保护单位。2014年，又作为“徐家汇天主教历史建筑群”的一部分，被列为上海市文物保护单位。